# Trochę żal
Trochę żal – album kompilacyjny wokalisty i pianisty Wojciecha Skowrońskiego. Zawierający nagrania radiowe i telewizyjne z lat 1970–1973 – zarejestrowane z zespołami Blues Trio i Blues & Rock. Płyta ukazała się dnia 23 października 2017 roku nakładem wydawnictwa Kameleon Records (KAMCD 63).
Jest to po raz pierwszy w historii polskiej muzyki rozrywkowej – uporządkowany i profesjonalnie zredagowany zbiór nagrań Skowrońskiego z najwcześniejszego okresu jego solowej kariery. 
W zestawie znajduje się m.in.: kompletna debiutancka EP-ka Blues Trio Wojciecha Skowrońskiego z 1970 roku; wydobyte z archiwów utwory, zrealizowane z myślą o programach realizowanych przez TVP, m.in. Georgia On My Mind. W tym wiele nigdy niepublikowanych nagrań radiowych, takich jak np.: Błękitna rzeka pełna światła, W klubie, a także pierwotne, radiowe wersje utworów, znanych z debiutanckiego longplaya pt. Blues & Rock, m.in: Rock and rolla każdy zna, Gdybyś miał dwa życia, Kominiarz Johnny, czy też dwa, odmiennie zaaranżowane covery piosenek Do widzenia Teddy i Wakacje z deszczem z rep. Ludmiły Jakubczak, powstałe podczas sesji nagraniowej w listopadzie 1973 roku. 
Cały materiał został zremasterowany z taśm matek, zaś wudziestostronicowa książeczka dodana do płyty, zawiera m.in. dużo niepublikowanych zdjęć i szczegółowy esej, autorstwa Piotra Przybylskiego na temat kariery Wojciecha Skowrońskiego i jego zespołów z tego okresu.

## Lista utworów[2]
1. „Trochę żal” (muz. Wojciech Skowroński – sł. Jan Tomasz) – 2:26
2. „Za rok” (muz. Wojciech Skowroński – sł. Piotr Moszyński) – 2:37
3. „Miałem sen” (muz. Wojciech Skowroński – sł. Jan Tomasz) – 2:12
4. „Nas trzech” (muz. Wojciech Skowroński – sł. Jadwiga Urbanowicz) – 3:45
5. „Alleluja, przecież kocham ją”, wersja telewizyjna (muz. Ray Charles – pol. sł. – Piotr Moszyński) – 3:13
6. „Georgia on My Mind” (muz. Hoagy Carmichael – sł. Stuart Gorrel) – 5:52
7. „Kominiarz Johnny”, wersja telewizyjna (muz. Marek Sewen – sł. Tadeusz Rzymski, właśc. Sławomir Pietrzykowski[3]) – 3:00
8. „Równy był gość”, wersja telewizyjna (muz. Wojciech Skowroński – sł. Zbigniew Stawecki) – 2:34
9. „Toczą się kasztany” (muz. Marek Sewen – sł. Jadwiga Urbanowicz) – 4:01
10. „Błękitna rzeka pełna światła” (muz. muz. Wojciech Skowroński – sł. Jadwiga Urbanowicz) – 4:47
11. „Wołaj, czekaj, wspomnij, szukaj” (muz. Wojciech Skowroński – sł. Piotr Moszyński) – 2:31
12. „Gdybyś miał dwa życia”, wersja radiowa (muz. Andrzej Korzyński – sł. Jerzy Miller) – 4:32
13. „Rock and rolla każdy zna”, wersja radiowa (muz. Wojciech Skowroński – sł. Tadeusz Rzymski) – 3:04
14. „Alleluja, przecież kocham ją”, wersja radiowa (muz. Ray Charles – sł. pol. Piotr Moszyński) – 3:09
15. „Kominiarz Johnny”, wersja radiowa (muz. Marek Sewen – sł. Tadeusz Rzymski, właśc. Sławomir Pietrzykowski[3]) – 3:56
16. „Równy był gość”, wersja radiowa (muz. Wojciech Skowroński – Zbigniew Stawecki)– 2:43
17. „W klubie” (muz. Wojciech Skowroński) – 6:33
18. „Blues to zawsze blues jest” (muz. Jerzy Wasowski – sł. Błażej Perkun) – 4:47
19. „Do widzenia Teddy” (muz. Władysław Szpilman – sł. Jan Gałkowski, Bogusław Choiński – 5:50
20. „Wakacje z deszczem” (muz. Hanna Skalska – sł. Kazimierz Szemioth) – 6:31

## Składy zespołów Blues Trio (1-17) i Blues & Rock (18-20)[2]
- Wojciech Skowroński – śpiew fortepian
- Edmund Klaus – gitara (19-20)
- Kazimierz Plewiński – gitara basowa, harmonijka ustna (1-4)
- Andrzej Iskra – gitara basowa (5-17)
- Piotr Janton – perkusja, tamburyn (1-4)
- Przemysław Lisiecki – perkusja (5-7)
- Maciej Winiewicz – harmonijka ustna (8, 16), tamburyn (7, 12, 15, 17-18, 19), kongi (9, 12, 20), instrumenty perkusyjne (7, 15)
- Maciej Dobrzyński – menadżer, instrumenty perkusyjne

## Chórek[2]
- Amazonki (5-6, 14), a następnie Rock & Blues (18-19) w składzie: Krystyna Stolarska (5-6, 14, 18-19), Ewa Góra, wł. Górzanka[4] (5-6, 14, 18-19), Teresa Głowacka (5-6, 14, 18-19)
- Młodzież warszawskich liceów: nr. 49 oraz im. Stefana Batorego (15)

## Opracowanie[2]
- Redakcja, mastering, opracowanie graficzne – Paweł Nawara
- Koordynacja projektu – Marek Trepko
- Obróbka zdjęć – Dorota Szczepańska
- Zdjęcia: Marek Karewicz, Janusz Nowacki, Romuald Królak, archiwum prywatne